# BOR-4
BOR-4 (БОР-4 en cirílico, acrónimo de "avión cohete orbital no tripulado") fue un avión no tripulado experimental para pruebas de vuelo, de una a versión a escala 1:2 del proyecto de "avión espacial" de la soviético Spiral. Tras la cancelación del proyecto Spiral,  fue usado para probar nuevos materiales termorresistentes que serían usados en el escudo térmico del transbordador Buran. Fue lanzado cuatro veces sobre la punta de un cohete, realizando una órbita por cada vuelo, tras la cual reentraba en la atmósfera y desplegaba un paracaídas, para posteriormente caer al océano, donde era recuperado por las fuerzas navales soviéticas.

## Historia
El programa BOR se inició en 1973 para realizar investigaciones en la alta atmósfera, pruebas de vuelo y resistencia de materiales, que llevarían a la construcción de un avión espacial en forma independiente por la Unión Soviética. Se construyeron modelos a escala 1:3 y 1:2 del planeado avión espacial Spiral para investigar la aerodinámica a velocidades hipersónicas y el uso de nuevos materiales para el escudo térmico. 
A diferencia del modelo a escala real, estos modelos tenían alas fijas y fueron denominados BOR. BOR-1, BOR-2 y BOR-3 fueron modelos que iban superándose en complejidad, y volaron en trayectorias suborbitales, en la alta atmósfera al borde del espacio. BOR-4 finalmente realizó vuelos orbitales para realizar diferentes pruebas, en particular pruebas con diferentes materiales a ser usados en el nuevo Transbordador Buran, más grande y pesado, que no podían realizarse en laboratorio, como la interacción de los materiales con el plasma durante la reentrada a alta velocidad, efectos de disociación química y otros. 
BOR-4 llevaba 118 losetas térmicas experimentales, del tipo finalmente usado en el Buran, así como un morro y unos bordes de ataque, fabricados de carbono-carbono, y unas alas plegables, para mejorar la estabilidad durante el lanzamiento sobre la punta de un cohete, que luego se extendían completamente para poder planear de regreso a la atmósfera, en un diseño original y único en su tipo.
BOR-4 realizó cuatro vuelos con éxito, que fueron denominados de la siguiente manera:
- Cosmos 1374: lanzado el 4 de junio de 1982. Fue un vuelo suborbital. Cayó en el océano Índico a unos 900 km al oeste de Australia.
- Cosmos 1445: lanzado el 16 de marzo de 1983. Fue un vuelo orbital y cayó en el océano Índico a unos 900 km al oeste de Australia.
- Cosmos 1517: lanzado el 27 de diciembre de 1983. Fue un vuelo orbital y cayó en el mar Negro, al oeste de la península de Crimea.
- Cosmos 1616: lanzado el 19 de diciembre de 1984. Fue un vuelo orbital y cayó en el mar Negro, al oeste de la península de Crimea.

Los vuelos de prueba en la alta atmósfera, tuvieron lugar a velocidades de entre Mach 3 Mach y 25 Mach y a diferentes altitudes, de entre 30 km. y 100 km al borde del espacio. Los vuelos confirmaron la idoneidad de los materiales elegidos para el escudo térmico y proporcionaron, importantes datos sobre el entorno acústico, durante el lanzamiento y la reentrada de la nave, para la posterior construcción del Transbordador Buran.
Comparado con Spiral, BOR-4 tenía un cuerpo más aplanado y ancho, con un estabilizador vertical más alto.

## Especificaciones
- Órbita típica: 176 x 213 km
- Inclinación orbital: 51 grados
- Longitud: 2,8 m
- Diámetro máximo: 2,2 m
- Masa: 1200 kg